# بران سفلی
بران سفلی مرکز دهستان بران و روستایی از توابع بخش بران شهرستان اصلاندوز در استان اردبیل ایران است.

## جمعیت
براساس سرشماری عمومی نفوس و مسکن در سال ۱۳۹۵، جمعیت این روستا برابر با ۶۱۷ نفر(۱۹۴ خانوار) بوده‌است.